# La Quinzaine littéraire
La Quinzaine littéraire è una rivista quindicinale fondata nel 1966 da Maurice Nadeau.
Si occupa di attività letteraria e della vita culturale in genere, ospitando saggi, per esempio di Roland Barthes, Claudio Magris, Jacqueline de Romilly, Angelo Rinaldi, Héctor Bianciotti e Dominique Fernandez, che hanno osservato e osservano l'editoria libraria in modo indipendente dalle case editrici, secondo il motto "l'encyclopédie par le livre" che riassume il loro punto di osservazione.
Sul primo numero Samuel Beckett vi ha pubblicato il testo Assez (poi tradotto da Guido Neri come Basta). Da allora sono stati pubblicati i nn. 1-85 (anni 1960), nn. 86-315 (anni 1970), nn. 316-545 (anni 1980), nn. 546-775 (anni 1990), nn. 776-1005 (anni 2000) e nn. 1006-1086 (anni 2010, fino a giugno 2013).
La redazione ha sede al n. 135 di rue Saint-Martin, nel IV arrondissement di Parigi. I numeri arretrati sono in buona parte disponibili come in formato pdf sul sito della rivista.